# The Lure of Youth
The Lure of Youth è un film muto del 1921 diretto da Philip E. Rosen.

## Trama
Ormai annoiata dalla solita vita, la famosa attrice Florentine Fair si lascia sedurre dalla giovinezza e dall'entusiasmo di Roger Dent, un giovane aspirante commediografo che lei prende sotto la sua protezione. Quando lo porta con sé a New York, la loro relazione provoca la gelosia di Mortimer, il suo amante. Florentine sprona Dent, incitandolo a scrivere. Mortimer, allora, finisce per rendersi conto del grande talento di Dent e accetta di finanziare il suo lavoro, mettendolo in scena a Broadway. Dent, forte del suo successo, chiede la mano di Florentine. Ma lei rifiuta la sua proposta di matrimonio, accettando invece quella di Mortimer.

## Produzione
Il film fu prodotto dalla Metro Pictures Corporation con il titolo di lavorazione White Ashes.

## Distribuzione
Il copyright del film, richiesto dalla Metro Pictures Corp., fu registrato il 15 gennaio 1921 con il numero LP16203.
Il film uscì nelle sale cinematografiche USA il 10 gennaio 1921.